# Immunostimolante
Gli immunostimolanti, noti anche come immunostimolatori, sono sostanze (farmaci o nutrienti) che stimolano il sistema immunitario inducendo l'attivazione o aumentando l'attività di uno qualsiasi dei suoi componenti. Ne è un esempio significativo il fattore stimolante le colonie dei macrofagi granulocitari. 

## Classificazione
Esistono due categorie principali di immunostimolanti:
1. Gli immunostimolanti specifici forniscono specificità antigenica nella risposta immunitaria, come i vaccini o qualsiasi antigene.
2. Gli immunostimolanti aspecifici agiscono indipendentemente dalla specificità antigenica aumentando la risposta immunitaria ad altri antigeni o stimolando componenti del sistema immunitario senza specificità antigenica, come adiuvanti e immunostimolatori non specifici.

### Non specifici
Molte sostanze endogene sono immunostimolatori non specifici. Ad esempio, è noto che gli ormoni sessuali femminili stimolano le risposte immunitarie sia adattive che innate. Alcune malattie autoimmuni come il lupus eritematoso colpiscono preferenzialmente le donne e la loro insorgenza spesso coincide con la pubertà. Altri ormoni sembrano regolare anche il sistema immunitario, in particolare la prolattina, l'ormone della crescita e la vitamina D.
Alcune ricerche indicano l'effetto dell'acido desossicolico (DCA) come immunostimolante non specifico del sistema immunitario, attivandone i principali attori, i macrofagi. Secondo queste pubblicazioni, una quantità sufficiente di DCA nel corpo umano corrisponde a una buona reazione immunitaria del sistema immunitario non specifico. 